# J. J. Barry
Pour les articles homonymes, voir Barry.
J. J. Barry est un acteur américain né le 25 avril 1932 à New York, mort le 15 août 1990 à Huntington Station, Long Island, New York.

## Filmographie
- 1969 : The Monitors (en) de Jack Shea : Culp
- 1972 : The Corner Bar (en) (série TV) : Fred Costello
- 1972 : Last of the Red Hot Lovers (en), de Gene Saks : un homme au café
- 1976 : Dark August de Martin Goldman : Sal Devito
- 1978 : Harper Valley P.T.A. (en) de  Richard C. Bennett et Ralph Senensky : Tex
- 1980 : Loose Shoes d'Ira Miller : un indien
- 1981 : La Folle Histoire du monde (History of the World: Part I)  de Mel Brooks : l'homme préhistorique
- 1984 : Spın̈al Tap (This Is Spinal Tap) de Rob Reiner : Rack Jobber
- 1986 : Jo Jo Dancer, Your Life Is Calling (en) de Richard Pryor : Sal
- 1988 : Moving (en) d'Alan Metter : Bartender
- 1989 : Fear, Anxiety and Depression (en) de Todd Solondz